# Alexander Murillo
Alexander Murillo Albert (* 4. Oktober 2006 in Alicante) ist ein spanischer Fußballspieler.

## Karriere

### Verein
Murillo begann seine Karriere beim Kelme CF. Diesen verließ er nach der Saison 2021/22. Im Januar 2023 wechselte er in die Akademie des österreichischen Bundesligisten FC Red Bull Salzburg. Zur Saison 2023/24 rückte er in den Kader des zweitklassigen Farmteams FC Liefering. In der Saison 2023/24 kam er aber für Liefering nicht zum Zug.
Sein Debüt in der 2. Liga gab Murillo schließlich im Oktober 2024, als er am sechsten Spieltag der Saison 2024/25 gegen den Floridsdorfer AC in der 87. Minute für Tim Paumgartner eingewechselt wurde.

### Nationalmannschaft
Murillo spielte im Februar 2022 zweimal im spanischen U-16-Team.